# EADS Scorpio
Scorpio ist ein taktisches Drehflügler-UAV (Unmanned Aerial Vehicles) System für die Ortung, Zielbeleuchtung und Aufklärung.
Die Drohne wird von der Firma EADS gebaut und befindet sich derzeit noch in der Entwicklung.
Die Kontrollstation des Systems ist identisch mit jener der Mini UAV EADS Tracker.
Erstmals wurde die Scorpio-Drohne auf der PMRExpo 2005 ausgestellt.
| Kenngröße            | Daten             |
| -------------------- | ----------------- |
| Länge                | 1,8 m             |
| Rotordurchmesser     | 1,8 m             |
| Startmasse           | 13 kg             |
| maximale Flughöhe    | 02.000 m          |
| Datenlink-Reichweite | 10.000 m          |
| Antrieb              | Verbrennungsmotor |
| Geschwindigkeit      | 30 km/h           |
| Einsatzdauer         | 1 h               |